# 1965年MGM保管庫火災
1965年MGM保管庫火災とは1965年8月10日にカリフォルニア州カルバーシティのメトロ・ゴールドウィン・メイヤースタジオ（現・ソニー・ピクチャーズ・スタジオ）の第7倉庫で発生した火災である。
短絡によりナイトレートフィルムが発火した事により発生した。
この火災では、最初の爆発により1人が死亡した他、倉庫の中のフィルム全てが破壊された。破壊されたフィルムの中にはMGMやその前身会社が制作したサイレント映画や初期のトーキー映画が多くを占め、この内数百ものフィルムは当時現存していた中で唯一のコピーだった。

## 背景
当時の保管倉庫は第3ロットにあったが、防火の為スペースが余分に設けられていた。当時スタジオ長だったロジャー・メイヤーはこの保管庫を「コンクリートバンカー」と評し、当時はフィルムの盗難防止に役立った為良い倉庫とされていたとしている。
保管倉庫にはスプリンクラーは設置されておらず、空調と呼べるものは屋上に設置されていた小さな換気扇のみであった。それにも関わらずメイヤーは「火による会社の損失は限定的だった」とし、スプリンクラーの設置により結果が変わったとは思っていないとした。:12-13
当時の他の大手映画会社と違い、MGMは自身や前身会社のメトロ・ピクチャーズやゴールドウィン・ピクチャーズ、そしてルイス・B・メイヤー・ピクチャーズ:22がかつて制作した映画の保存に積極的で、フィルムを高額で購入していた:39。 MGMは当時一般的だった過去作品のフィルム処分を行わず、商業的価値が低いとみなされた様な作品の保存も行っていた。1930年代以降MGMは自社所有のフィルムやネガをジョージ・イーストマン・ハウスなど への寄贈を始め、1960年代前半に入ってメイヤー主導でナイトレートフィルムのプリントを安全フィルムへダビングする作業を始めた:22。

## 火災
1965年8月10日午後10時頃に短絡が発生し、それにより第3ロットにあった第7倉庫に引火。これにより大規模な爆発と火災が発生し、倉庫の天井がフィルムが入っていた缶に転落した。
ルディー・ベルマー は当時いた第1と第2ロットの間からも最初の爆発が聞こえたと証言している:12。また、メイヤーは少なくとも1人が死亡したと主張している:12が、当時の報道ではその様な発表は無かった。
火災はかけつけた消防隊により消火されたが、倉庫内に保管されていたフィルムは回収する事は出来なかった:12。
MGMがこれまで行ってきた映画の保存活動により、この火災により過去作品の完全な消失には至らなかったものの、ロン・チェイニーが主演した『A Blind Bargain（原語名）』:12や『真夜中のロンドン』 、グレタ・ガルボ主演の『The Divine Woman（原語名）』:12などのフィルムが火災により失われ、フィルムの捜索活動が行われる事となる。
なお、MGMのサイレント映画保存率は68％ほどと、大手映画会社の中で1番高い保存率を誇っている:22。